# 劉揖
劉 揖（りゅう ゆう、? - 紀元前169年）は、前漢の皇族。文帝の子で景帝の異母弟。劉勝とも呼ばれる。

## 略歴
劉揖は文帝の末子であったため、ほかの子よりも特別に可愛がられた。文帝前2年（紀元前178年）に梁王に封ぜられ、紀元前174年に、洛陽の秀才とうたわれた賈誼を太傅とした。紀元前169年、落馬して没し、諡を懐王といった。その翌年、太傅の賈誼も憂死した。